# Sofamelker
Sofamelker ist ein umgangssprachlicher Ausdruck für einen Landwirt, der die eigene Milchproduktion aufgegeben und die ihm von der EU erlaubte Milchquote verpachtet, verleast oder verkauft hat.
Dieser Ausdruck kam im Jahr 1984 infolge der EU-Quotenregelung auf, die den Milchbauern nur eine bestimmte Höchstquote ihrer Milchproduktion erlaubte. Erst mit der Liberalisierung des Milchquotenhandels und kontroverser agrarpolitischer Diskussionen in den 1990er Jahren wurde der Begriff des Sofamelkers populär. Entsprechend gibt es – allgemein ausgedrückt – auch den Begriff „Sofabauer“.

## Rezeption
Der Begriff Sofamelker wurde 1999 in den Duden aufgenommen und fand mit der Veröffentlichung von Hermann-Josef Schürens Tod eines Sofamelkers gleichzeitig Eingang in die Literatur.